# Басков (комуна)
Басков (рум. Bascov) — комуна у повіті Арджеш в Румунії. До складу комуни входять такі села (дані про населення за 2002 рік):
- Басков (4396 осіб) — адміністративний центр комуни
- Бреїлень (480 осіб)
- Валя-Урсулуй (849 осіб)
- Глимбоку (744 особи)
- Міка (601 особа)
- Пріслопу-Мік (325 осіб)
- Скіау (622 особи)
- Уяска (859 осіб)

Комуна розташована на відстані 112 км на північний захід від Бухареста, 4 км на північний захід від Пітешть, 101 км на північний схід від Крайови, 104 км на південний захід від Брашова.

## Населення
За даними перепису населення 2002 року у комуні проживали 8876 осіб.
Національний склад населення комуни:
| Національність | Кількість осіб | Відсоток |
| -------------- | -------------- | -------- |
| румуни         | 8786           | 99,0%    |
| цигани         | 85             | 1,0%     |
| німці          | 1              | < 0,1%   |
| турки          | 1              | < 0,1%   |

Рідною мовою назвали:
| Мова      | Кількість осіб | Відсоток |
| --------- | -------------- | -------- |
| румунська | 8786           | 99,0%    |
| циганська | 85             | 1,0%     |
| німецька  | 1              | < 0,1%   |
| турецька  | 1              | < 0,1%   |

Склад населення комуни за віросповіданням:
| Релігія       | Кількість осіб | Відсоток |
| ------------- | -------------- | -------- |
| православні   | 8826           | 99,4%    |
| п'ятдесятники | 10             | 0,1%     |
| адвентисти    | 10             | 0,1%     |
| римо-католики | 9              | 0,1%     |
| бретрени      | 8              | 0,1%     |
| лютерани      | 4              | < 0,1%   |
| реформати     | 3              | < 0,1%   |
| атеїсти       | 2              | < 0,1%   |
| мусульмани    | 1              | < 0,1%   |